# Norah Jones
Geethali Norah Jones Shankar, més coneguda simplement com a Norah Jones (Nova York, 30 de març de 1979) és una cantant, pianista i actriu americana. És la filla de l'americana Sue Jones i el sitarista indi Ravi Shankar i germanastra d'Anoushka Shankar. Al llarg de la seva carrera ha guanyat nou premis Grammy i ha venut més de 50 milions de discos. Ha estat reconeguda com una de les artistes més populars de la dècada dels 2000. La seva música és una fusió de jazz amb country, blues, folk i pop. Els discos de Norah Jones solen gaudir d'una bona acollida per part de la crítica i ha fet gires per Àsia, Amèrica, Europa i Oceania.

## Cinema
Si bé la seva faceta més coneguda és la de músic, Norah Jones també ha treballat en el món del cinema. El seu debut a la gran pantalla fou fent un cameo a Amor amb preavís dirigida per Marc Lawrence el 2003. També feu un altre cameo a Ted (2012). Com a actriu, treballà amb el director hongkongnès Wong Kar-wai a My Blueberry Nights (2007). A més a més, també participà en la banda sonora d'aquesta pel·lícula.

## Discografia
- Come Away with Me (2002)
- Feels Like Home (2004)
- Not Too Late (2007)
- The Fall (2009)
- Little Broken Hearts (2012)
- Day Breaks (2016)
- Begin again (2019)
- Pick Me Up Off the Floor (2020)
- I Dream of Christmas (2021)

## Guardons
Premis
- 2003: Grammy al millor nou artista